# Bank István
Bank István (Kaposvár, 1984. április 14. –) magyar labdarúgó, középpályás.

## Pályafutása

### Kaposvár
Karrierjét, a Kaposvár csapatában kezdte, 2004-ben. Első bajnokiját, 2004. augusztus 7-én játszotta a Vasas ellen. A mérkőzést hazai pályán, 3–2-re nyerték meg. A bajnokság harminc meccséből, ő huszonháromszor játszott, de gólt nem sikerült szereznie. A szezont a tizenkettedik helyen zárta a Kaposvárral.
A következő, 2005/06-os bajnokságot is Kaposváron kezdte el. Az ősszel tizenkettő bajnokin játszott, gólt megint csak nem sikerült rúgnia. Bank, a tavaszi szezon kezdete előtt, eligazolt Győrbe. Utolsó kaposvári bajnokiját, 2005. december 10-én játszotta a Rákospalota ellen.

### Győr
Bemutatkozó mérkőzése, 2006. február 5-én volt, a Vasas ellen. A mérkőzést végigjátszotta, a Győr pedig 2–1-re nyert. Érdekesség, hogy amikor a Kaposvár játékosa volt, akkor is a Vasas ellen mutatkozott be a csapatában, és a Győr játékosaként is az angyalföldi csapat ellen játszotta az első meccsét. Tizenhárom tavaszi bajnokin kapott szerepet, és végül az ETO a kilencedik helyen végzett. Volt csapata a Kaposvár, a hetedik lett.

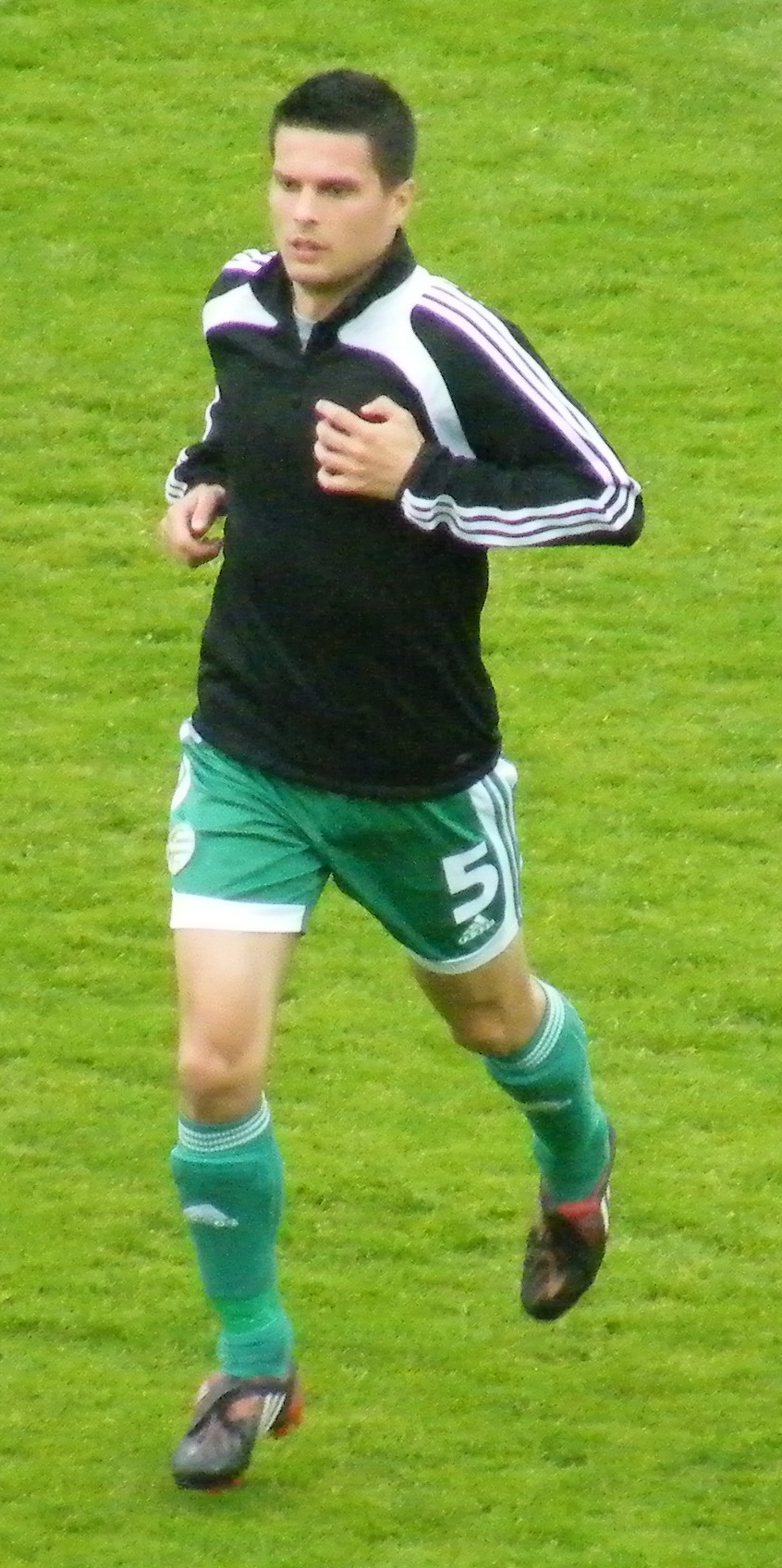
Bank a Győr játékosaként

A 2006/07-es szezon következett. Ez volt az első teljes szezonja Győrben. A bajnokságban huszonháromszor lépett pályára. Az első magyar NB1-es gól, még mindig váratott magára, hiszen ebben a szezonban sem sikerült betalálnia az ellenfelek hálójába. A Győr a tizenharmadik lett, két ponttal kerülte el a kiesést jelentő tizenötödik helyet.
A 2007/08-as évad jó szereplést hozott Bank csapatától, és neki sem sikerült rosszul a szezon. 2007. szeptember 22-én meglőtte élete első felnőtt első osztályú gólját, és egyben először talált be a Győr játékosaként bajnokin. Összesen tizennyolcszor kapott bizalmat edzőjétől a bajnokságban, de csapata így is megcsípte a harmadik, azaz UEFA-kupa indulást jelentő helyet.
A következő, 2008/09-es szezon előtt, tehát az UEFA-kupában indulhatott a Győr. Az első selejtezőkörben, a grúz Zesztaponi ellen kellett továbbjutniuk. Bank a párharc első meccsén nem, viszont a második meccsen már játszott, ráadásul végig a pályán hagyta Egervári Sándor. A továbbjutás sikerült 3–2 arányban, így jöhetett a következő ellenfél, aki a VfB Stuttgart volt. A németországi mérkőzést végigjátszotta, de a visszavágón a félidőben lecserélték. A Stuttgart 6–2-s összesítéssel ejtette ki a Győrt.
A bajnokságban Bank tizennégyszer kapott játéklehetőséget, egyszer még a másodosztályban szereplő, Győr második csapatában is játszott. A felnőtt csapat csak nyolcadik lett, ami az előző évadhoz képest nagy visszaesést jelentett. A Magyar Kupában viszont meg sem állt a döntőig az ETO. A Honvéd elleni döntő, egyik meccsén sem játszott. A kupát nem sikerült megnyerniük, Bank pedig a szezon után kölcsönbe igazolt a Kaposvár csapatába.

#### Kaposvár - kölcsönben
Egy évre érkezett kölcsönbe a Somogy megyei csapathoz. 2009. július 25-én mutatkozott be a régi-új csapata színeiben, egy Honvéd elleni bajnokin. Augusztus 25-én meg is lőtte első gólját, a Debrecen ellen. Az őszi szezonban kilencszer szerepelt, és egy gólt rúgott.